# Crispus Attucks
Crispus Attucks (1723 - 5 de marzo de 1770, Boston, Massachusetts) fue un mártir y patriota estadounidense asesinado durante la Masacre de Boston. A menudo es llamado el primer mártir de la Revolución Americana. 
Se desconocen detalles referentes a los primeros años de su vida, pero probablemente fue un esclavo fugitivo de procedencia africana y pudo haber trabajado en la caza de ballenas. Hasta la fecha, es el único de las cinco víctimas de la masacre que aún es recordado. En 1888 se inauguró el Monumento Crispus Attucks en el parque público Boston Common de Boston.

## Posible ascendencia
Se conocen muy pocos hechos con certeza sobre Crispus Attucks con excepción de su presencia en la masacre de Boston. Dado que la esclavitud y la discriminación racial eran las condiciones prevalecientes a comienzos del siglo XIX, muy pocas descripciones detalladas o relatos de americanos negros de esa era han perdurado hasta nuestros días. El nombre "Crispus" se menciona en algunos expedientes en el período de interés. Por ejemplo, el 2 de octubre de 1750, un anuncio colocado en la Gaceta de Boston decía:
"Ha escapado de su dueño William Brown de Framingham el pasado 30 de septiembre, un hombre mulato, unos 27 años de edad, llamado Crispus, 6 pies dos pulgadas de alto, pelo corto ensortijado. Tenía en una capa ligera de piel de castor, breeches nuevos, calzas azules de punto, y camisa de lana a cuadros. Quien lo capture y se lo entregue a su dueño recibirá una recompensa de £10, más los gastos incurridos."
A menudo se asocia este texto con Crispus Attucks de la Masacre de Boston, aunque la asociación es completamente especulativa.
Ejecutaron a un nativo americano llamado John Attucks por delito de la traición en 1676 durante la Guerra del rey Felipe. En los 1700s, el apellido “Attucks” fue utilizado por algunos indios de rogación de la zona de Natick y de Framingham. Este apellido puede ser un anglicanismo de la palabra en idioma Wôpanââk "ahtuk" que significa ciervo.
En épocas coloniales era usual que los indígenas y las personas negras tuvieran niños como resultado de uniones mixtas, según muestran las evidencias de registros y por el predominio actual de fenotipos africanos entre grupos tribales indios en Nueva Inglaterra y otros grupos multirraciales establecidos desde hace mucho tiempo en la zona este de Estados Unidos. Esto ha llevado a especular que Attucks podría haber tenido ascendencia africana y de nativo americano. 

## Papel en la Masacre de Boston
En 1768, Boston fue ocupada por los soldados británicos para ayudar a controlar el creciente malestar colonial, pero este hecho solo consiguió aumentar las tensiones con los colonos que se opusieron a la presencia de tropas. El 5 de marzo de 1770, una muchedumbre de colonos se agrupó y enfrentó a un grupo de soldados con relación a un incidente producido el día anterior en el cual un soldado le pegó a muchacho que lo enfrentó sobre el no pago de una cuenta del peluquero.

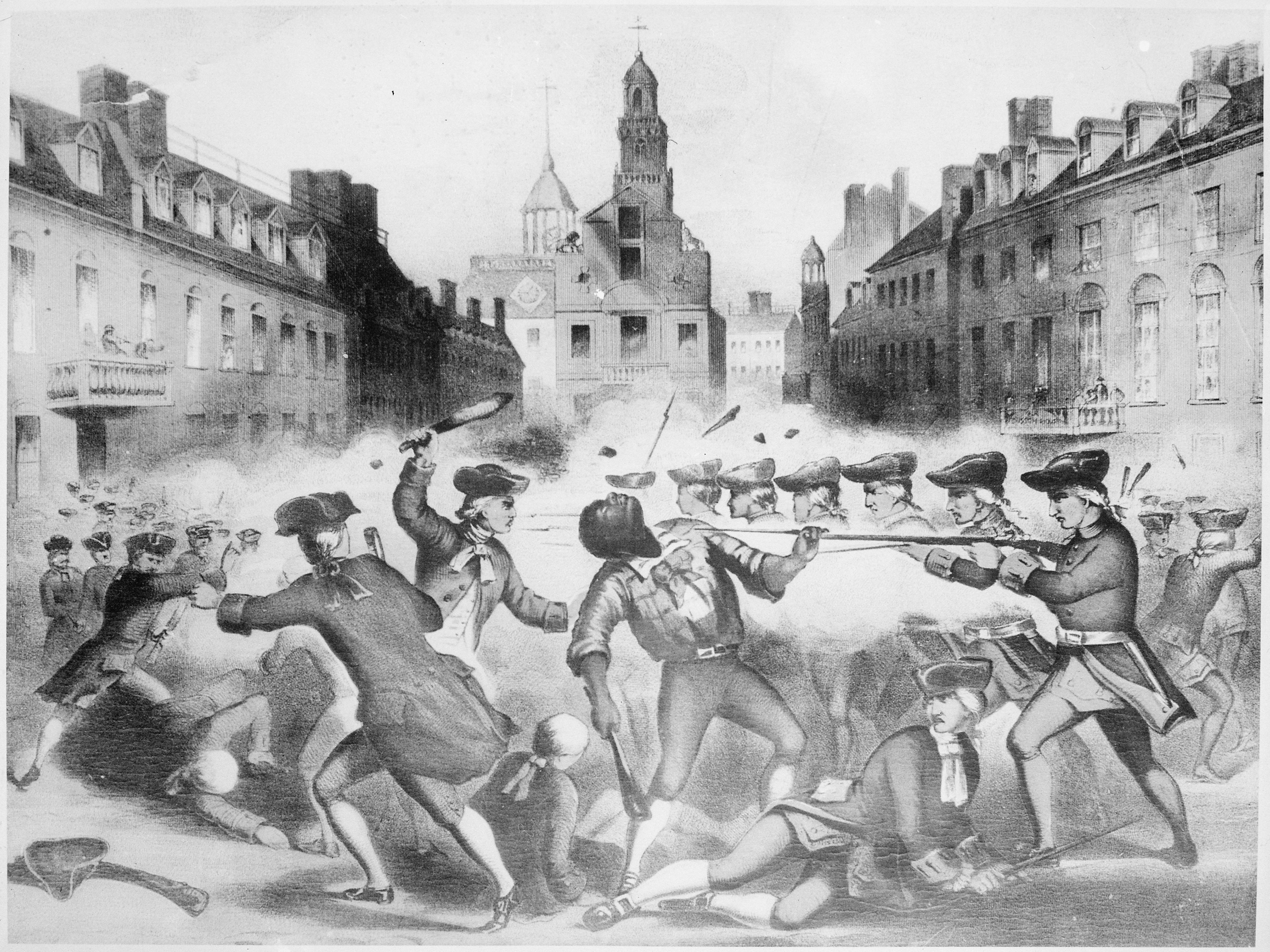
Esta litografía del es una variación del grabado famoso de la Masacre de Boston de Paul Revere. Realizado poco tiempo antes de la guerra civil americana, la imagen acentúa a Crispus Attucks, que se había convertido en un símbolo para los abolicionistas. (Juan Bufford después de Guillermo L. Champey, CA 1856)(John Bufford after William L. Champey, ca. 1856).

Como la cólera se generalizó, se hizo sonar la campana una iglesia (como se hacía usualmente en caso de fuego u otra emergencia), con lo que la gente salió de sus hogares. En respuesta se convocaron a los soldados británicos del vigésimo noveno regimiento. Los ciudadanos comenzaron a lanzar bolas de nieve a los soldados. Un grupo de hombres con Attucks se acercó a una zona próxima al edificio del gobierno (ahora conocido como la casa vieja del estado) armados con palos y garrotes.
La violencia pronto estalló y le pegaron a un soldado con un pedazo de madera que le fue lanzado. Algunos testigos nombraron a Attucks como la persona responsable. Otros testigos indicaron que Attucks estaba "inclinado con un palo" cuando los soldados abrieron fuego.
Mataron a cinco norteamericanos y seis fueron heridos de muerte. El documento judicial indica que Attucks fue la primera víctima y que recibió el impacto de dos balas en el pecho. El cuerpo de Attucks fue llevado al Faneuil Hall donde permaneció hasta el 8 de marzo cuando lo enterraron junto con las otras víctimas.
Basándose en el argumento de autodefensa, John Adams defendió con éxito a soldados británicos contra una acusación judicial por asesinato. Dos de los soldados fueron encontrados culpables de homicidio. Como soldados de la corona de Inglaterra, se les dio la opción de ser ahorcados o ser "calificados" en sus pulgares. Ambos eligieron ser calificados. En su ponencia, Adams llamó a la multitud "una muchedumbre de muchachos malentretenidos, descarados, negros y mulatos, irlandeses teagues y extranjeros jack tarrs."
Dos años después Samuel Adams, primo de John Adams, le dio al incidente el nombre de la "Masacre de Boston" y ayudó a que no quedara en el olvido. El artista Henry Pelham de Boston (hemanastro del famoso retratista John Singleton Copley) pintó un cuadro sobre el acontecimiento. Paul Revere realizó una copia de la cual posteriormente se hicieron impresiones que fueron distribuidas. Algunas copias de la impresión muestran a un hombre de piel morena con heridas en el pecho, aparentemente representando a Cripsus Attucks. Otras copias no poseen ninguna diferencia en cuanto al tono de piel de las víctimas.
Los cinco asesinados fueron enterrados como héroes en el camposanto, que contiene los sepulcros de John Hancock y otras figuras notables.

## Folklore
Las pistas antedichas y otras evidencias circunstanciales del período han dado lugar a la especulación que a lo largo de muchas décadas, se convierten en una historia folclórica repetida con frecuencia.
En versiones populares de su narrativa, el padre de Attucks es un negro nacido en África llamado Príncipe Yonger y su madre es una indígena americana llamada Nancy Attucks que era de la zona de Natick-Framingham del condado de Middlesex apenas al oeste de Boston o de la isla de Nantucket al sur de Cape Cod. Él se crio en la casa del Coronel Buckminster, el amo de su padre, hasta que fue vendido al Deacon William Brown de Framingham. No contento con su situación, se escapó y se convirtió en un fabricante de sogas, un trabajador manual y/o un ballenero. Su pelea con los soldados británicos el 5 de marzo de 1770 fue una indignación genuina con respecto al efecto de las Actas Townshend en la economía local, como también con respecto a los incidentes que habían ocurrido con anterioridad ese día.